# La Petite Séduction
La Petite Séduction est une émission de télévision québécoise qui fut diffusée de 2005 à 2017, à la Télévision de Radio-Canada. Il s'agit d'une idée originale de LP8 Média.

## Description
Le concept de l'émission est inspiré du film québécois La Grande Séduction. Chaque semaine, un village de la francophonie canadienne tente de séduire un artiste populaire du Québec ou de la francophonie canadienne. 
L'animateur Dany Turcotte prend la route avec son invité et lui fait découvrir un village et ses habitants. Au préalable, l'artiste invité répond à un questionnaire complet, allant de ses goûts, ses préférences, ses souvenirs, etc. Puis durant toute une fin de semaine, les villageois se mobilisent pour séduire l'artiste invité avec générosité.
Plus de quatre-vingt-dix artistes et autant de villages ont été visités par l'équipe de La Petite Séduction depuis 2005. L'émission met en valeur des villages du Québec
et des villages francophones du Canada.

## Équipe
- Dany Turcotte, animateur
- Dominique Lévesque, idéateur
- Dazmo, musique originale

## Quelques principales municipalités
- Bégin visité par Chantal Lacroix
- Saint-Magloire visité par Laurence Jalbert
- Saint-Prosper visité par Guylaine Tremblay
- Saint-Michel-de-Bellechasse visité par Paul Houde
- Saint-Esprit visité par Véronique Cloutier
- Champlain visité par Ginette Reno
- Saint-Ferdinand visité par Marie-Chantal Perron
- Lac-au-Saumon visité par Annie Villeneuve
- La Guadeloupe visité par Denis Bouchard
- Pohénégamook visité par Marie-Mai
- Fort-Coulonge visité par Isabelle Boulay
- Price visité par Claude Dubois
- Sainte-Flore visité par Claude Meunier
- Palmarolle visité par Mahée Paiement
- Knowlton visité par Pénélope McQuade
- Évangéline visité par Marina Orsini
- L'Isle-Verte visité par Élise Guilbault
- Sudbury visité par Patrick Groulx
- Grandes-Piles visité par Ricardo Larrivée
- Lyster visité par Philippe Laprise
- Rivière-Rouge par Christian Bégin